# ねずみの恩がえし

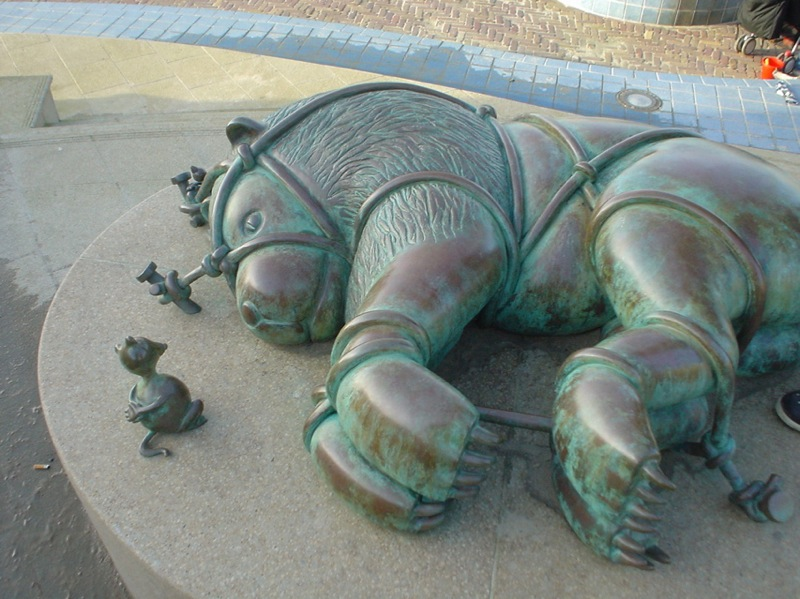
ねずみの恩がえし

「ねずみの恩がえし」（ねずみのおんがえし）は、イソップ寓話の一つ。ペリー・インデックス150番。

## あらすじ
ライオンに捕まった鼠が、命乞いをして見逃してもらう。鼠は恩返しを約束したが、ライオンは（助けた理由が気まぐれだったこともあり）鼠を侮って恩返しのことを忘れてしまう。後日、ライオンが網にかかったときに鼠が現れ、網を噛み破いてライオンを助け、ライオンは鼠に感心する。

## 教訓
- たとえ小さなことでも、他人に施した恩は自分の身に帰ってくるもの（別のイソップ寓話である「ありとはと」にも同様の教訓がある）。
- 強者が弱者の助けを必要とする状況も起こり得る。

## 関連作品
『未来いそっぷ』
SF作家星新一の短編集。この寓話を皮肉にアレンジした短編が収録されている。